# Viburnum sympodiale
Viburnum sympodiale är en desmeknoppsväxtart som beskrevs av Karl Otto Robert Peter Paul Graebner. Viburnum sympodiale ingår i släktet olvonsläktet, och familjen desmeknoppsväxter. Inga underarter finns listade i Catalogue of Life.